# Nemenčinė

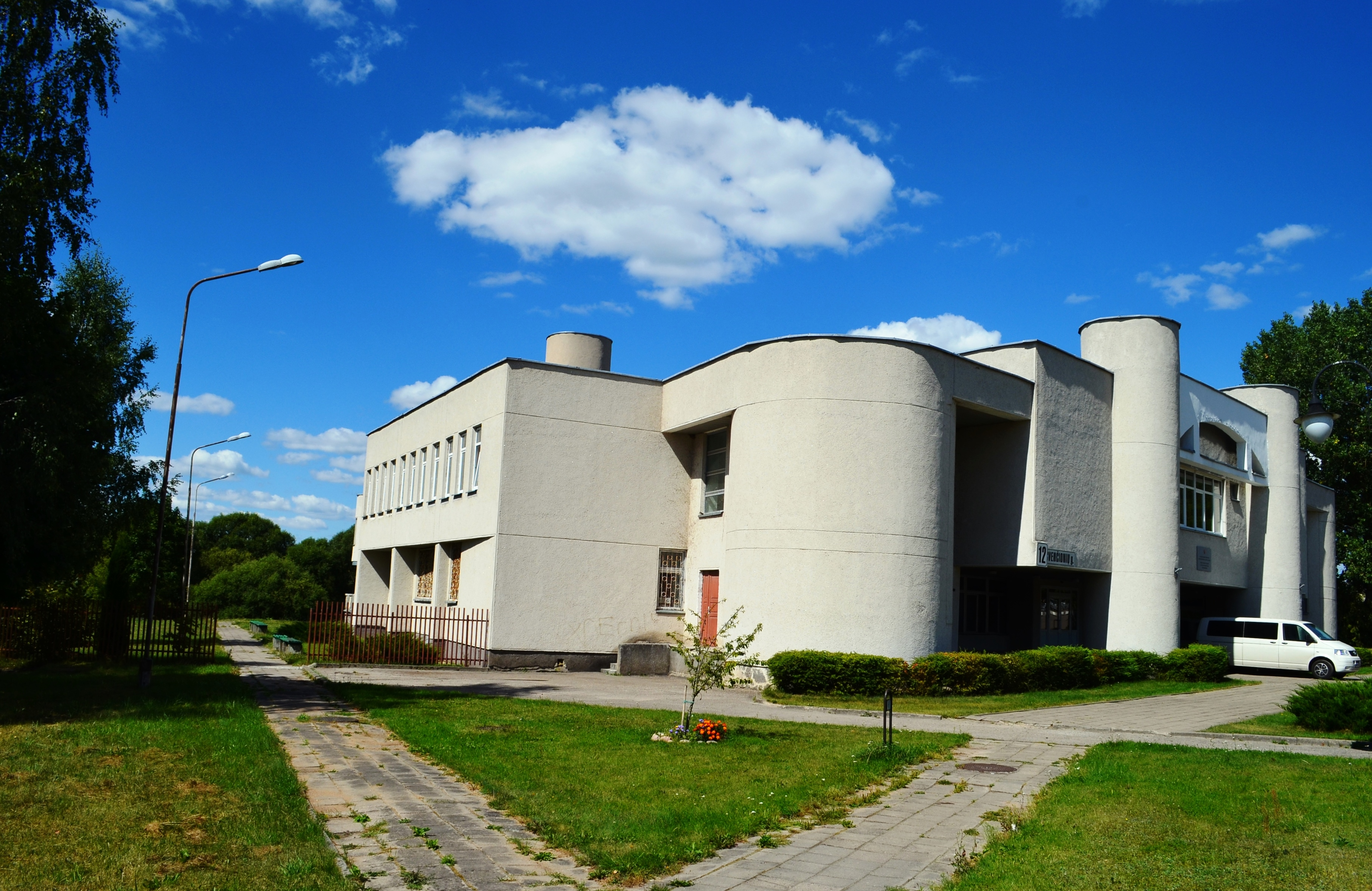
Cultureel centrum

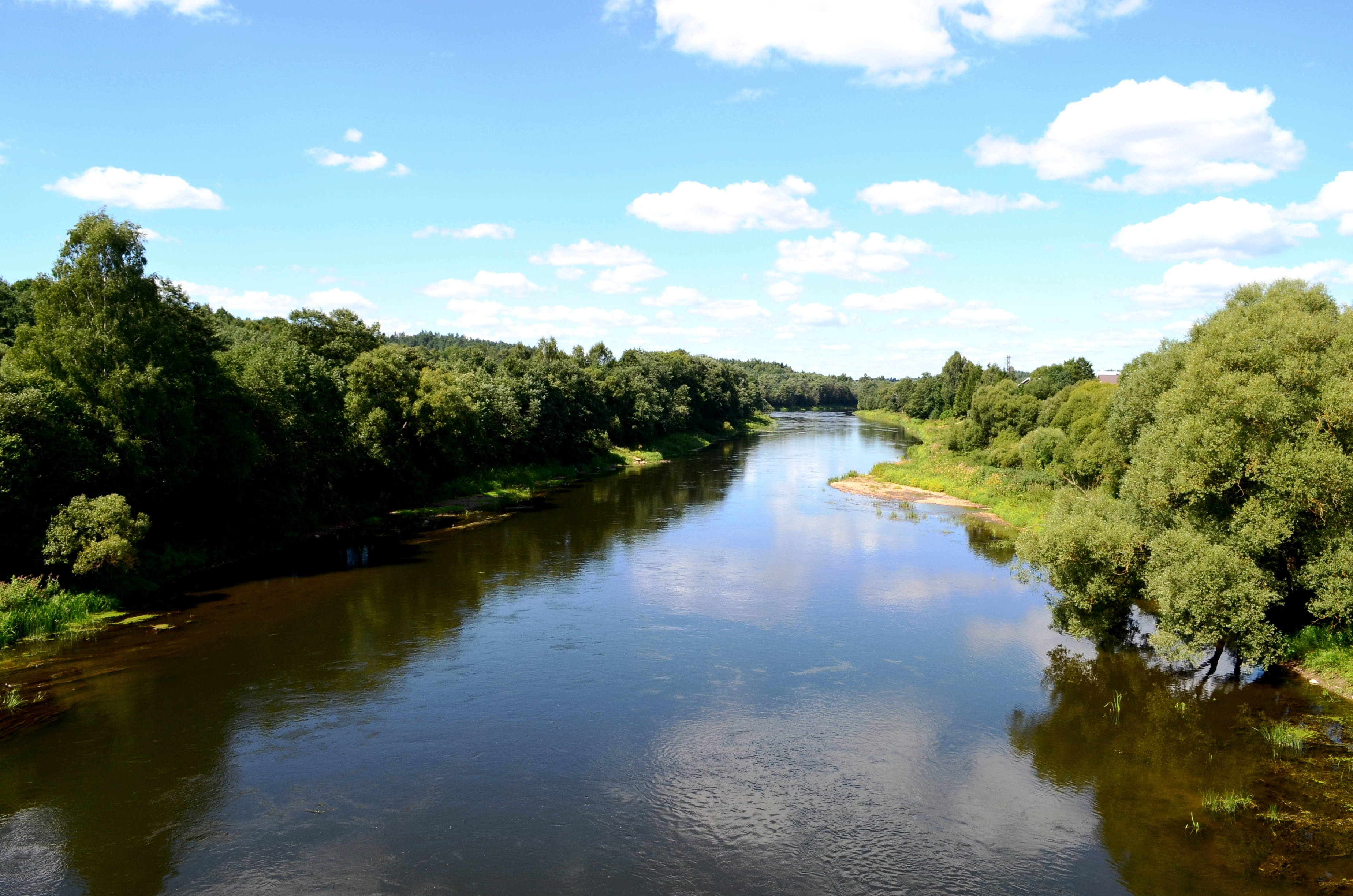
Monding Nemenčine in de Neris

Nemenčinė is een stad in de regiogemeente Vilnius in het Litouwse district Vilnius. De plaats telde 4493 inwoners in 2020. De naam is sinds haar oprichting ongewijzigd gebleven en refereert aan het riviertje de Nemenčia. In de stad is een etnografisch Museum.

## Geschiedenis

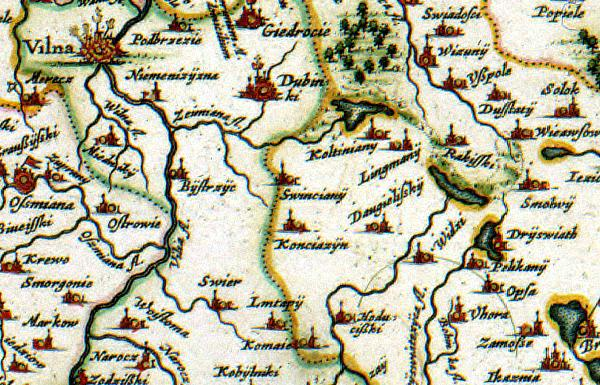
Fragment van een kaart uit met daarop Nemeščinė (M.K.Radvilos, 1613): „Magni Ducatus Lithuaniae, et Regionum Adiacentium exacta Descriptio“. NB: kaart is georiënteed op het westen

De stad is gegroeid rondom een houten kasteel dat daar stond van de 10e-14e eeuw, maar later is verlaten. Van deze burcht, even buiten de stad resteert nog een heuvel langs de Nemenčia-rivier. De plaatsnaam duikt het eerst op in geschriften vanaf 1338. Niet lang daarna, in 1387 liet grootvorst Jogialla er vlak na zijn bekering tot het Christendom een kerk bouwen, een van de oudsten in Litouwen. In 1554 kreeg de plaats Stadsrechten: inwoners werden onder andere vrijgesteld van belastingen, maar moesten wel de bruggen over de rivier de Neris onderhouden, de grote rivier waar de Nemenčia in uitmondt. In 1780 vond de Slag bij Nemennčinė plaats. De troepen van de Alexander I van Rusland versloegen Poolse opstandelingen, geleid door Tadeusz Kościuszko. 500 mannen kwamen om het leven. Is de huidige bevolking voornamelijk Pools, in de 19e eeuw was de meerderheid Joods. Na de Eerste Wereldoorlog maakte Nemenčinė niet deel uit van Litouwen, was een Poolse grensplaats. Tijdens de Tweede Wereldoorlog had de stad veel te lijden. Onder andere zijn de Joodse school en Synagoge platgebrand en op 20 september 1941 vermoordden de Nazi's 403 joden. In 1971 is op de executieplaats een monument opgericht. Aansluitend aan de oorlog deporteerde de Sovjet-Unie veel inwoners naar Siberië. Vanaf 1955 kreeg Nemenčinė opnieuw stadsrechten en industrialiseerde de plaats. Er waren houtverwerkingsbedrijven, huishoudelijke chemische bedrijven, een afvoerpijp- en een zuivelfabriek.

## Bevolking
In 2020 woonden er iets minder dan 4500 mensen in Nemenčinė. Dat is fors minder dan de kleine 6000 in 2001, maar ruim het dubbele van de 2000 in 1959.
Van de inwoners is ruim een kwart (27%) etnisch Litouws. De meerderheid (57%) is Pools, 9% Russisch, 3% Wit-Russisch en één procent Oekraïens.

## Verkeer en vervoer
Door de stad loopt de regionale hoofdweg 102, van Vilnius naar Pabradė. Daarnaast begint er hoofdweg 108 naar Maišiagala. Er rijden bussen naar onder andere Vilnius. Het dichtstbijzijnde treinstation is Bezdonys, vanwaar ongeveer eens per twee uur treinen rijden naar Vilnius en Turmantas.

## Partnersteden
- Ełk, Polen
- Węgorzewo, Polen
- Suwałki, Polen
- Dessau-Rosslau, Duitsland